# Druga strana nade (2017.)
Druga strana nade (finski izvornik: Toivon tuolla puolen), finski film iz 2016. godine.

## Sažetak
Bivši putujući trgovac Waldemar dobio je na pokeru. Kupio je od dobitka restoran i bavi se ugostiteljstvom. U Finsku je tražeći sestru ilegalno ušao izbjeglica iz Sirije Khaled. Zatražio je azil, ali su ga vlasti odbile. Pobjegao je sklonio se blizu Waldemarova restorana. Waldemar je odlučio pomoći izbjeglici. 